# Kontrybucja (film)
Kontrybucja – polski dramat wojenny z 1966 roku w reżyserii Jana Łomnickiego. Scenariusz filmu został oparty na opowiadaniu Romana Bratnego pod tym samym tytułem.
Produkcja była realizowana w Radomiu m.in. w kościele św. Jana Chrzciciela, drukarni Trzebińskiego przy ul. Żeromskiego 28 oraz w plenerach ulic: Rwańskiej, Dzikiej, Słowackiego, Kelles-Krauza i Wąskiej.

## Fabuła
Trwa II wojna światowa. Grupa młodych konspiratorów dokonuje napadu na bank, celem zdobycia pieniędzy na potrzeby organizacji. Podczas akcji zostaje schwytany przez Niemców szwagier dowodzącego akcją Pawła "Dużego". Paweł wszelkimi sposobami stara się wydostać chłopaka z więzienia. Zaczyna przy tym działać na własną rękę: część zdobytych pieniędzy przeznacza na okup dla gestapo, znajduje także pośredniczkę transakcji - właścicielkę knajpy. Następnego dnia widzi jednak nazwisko szwagra na liście rozstrzelanych. Sytuacja Pawła staje się trudna: za zatrzymanie pieniędzy oraz dekonspirację siebie i innych członków organizacji grozi mu kara śmierci. Żona oraz koledzy namawiają go do ucieczki. Pomimo groźby śmierci mężczyzna decyduje się zostać.

## Obsada
- Wojciech Zasadziński - Paweł "Duży"
- Krystyna Mikołajewska - Anna, żona Pawła
- Henryk Bąk - pułkownik "Stary", dowódca organizacji konspiracyjnej
- Jan Englert - Pawełek, brat Anny
- Maciej Rayzacher - "Ramol"
- Piotr Różański - "Guzik"
- Leonard Andrzejewski - "Lekarz"
- Witold Gałązka - 2 role: 
  - czekający w kolejce do chirurga
  - barman w knajpie
- Henryk Hunko - handlarz na bazarze
- Józef Kalita - konwojent bankowy
- Jadwiga Kuryluk - matka Anny
- Józef Klejer - ksiądz udzielający ślubu Annie i Pawłowi
- Aleksandra Leszczyńska - ciotka Anny
- Irena Laskowska - właścicielka knajpy
- Tadeusz Łomnicki - kasjer w banku
- Czesław Mroczek - konwojent bankowy
- Sylwester Przedwojewski - gestapowiec ścigający Pawła
- Leon Pietraszkiewicz - "Siwy"
- Adam Perzyk - fotograf pod kościołem
- Anna Polony - Wronka
- Tadeusz Somogi - żandarm przed bankiem
- Kazimierz Zarzycki - żandarm przed bankiem